# Chris Grace
Christopher John Grace (* 1946 in Bury St. Edmunds, Suffolk) ist ein britischer Produzent. Er gilt als Gründervater der Animationsindustrie in Wales und „walisischer Cartoon-König“.

## Leben
Grace wechselte im Jahr 1981 von HTV zum in Gründung befindlichen walisischen Sender S4C, der am 1. November 1982 auf Sendung ging. Er gehörte zum kleinen Kreis der Senderverantwortlichen und war zu Beginn unter anderem mit der Programmauswahl betraut. Er wurde Director of Animation bei S4C und belebte die walisische Animationslandschaft: Zu den erfolgreichsten Sendungen, die Grace für S4C in Auftrag gab, gehörten die Animationsserie SuperTed (ab 1992), die in über 80 Länder verkauft wurde, die Kinderserie Fireman Sam (walisisch Sam Tân, ab 1987), die oscarnominierte Serie The Canterbury Tales sowie der ebenfalls oscarnominierte Kurzanimationsfilm Famous Fred. Nach 1989 arbeitete Grace häufig mit Animatoren aus osteuropäischen Ländern zusammen, unter anderem bei Serien wie Shakespeare: The Animated Tales (ab 1992) oder Operavox (1995). Grace zog sich ab 2003 schrittweise aus dem Programmgeschäft bei S4C zurück.
Im Jahr 2000 initiierte er das Shakespeare Schools Festival, das sich zum größten Theaterfestival für Kinder und Jugendliche Großbritanniens entwickelt hat und jeden Herbst stattfindet. Im Jahr 2011 veröffentlichte Grace mit Penelope Middelboe und Donald Fry das Buch We Shall Never Surrender mit Tagebuchaufzeichnungen von neun Briten aus dem Zweiten Weltkrieg.

## Filmografie
Als ausführender Produzent:
- 1991: Joshua Jones
- 1992: Under Milk Wood
- 1992: Funnybones (TV-Serie)
- 1992–1995: Shakespeare: The Animated Tales (TV-Serie)
- 1993: The Legend of Lochnagar (TV)
- 1995: Operavox (TV-Serie)
- 2000: Der Mann der tausend Wunder (The Miracle Maker)
- 2000: Animated Tales of the World (TV-Serie)
- 2000: The Tree with the Golden Apples (TV)
- 2000: The Canterbury Tales (TV-Serie)
- 2003: Y Mabinogi (TV-Serie)

## Auszeichnungen (Auswahl)
- 1983: Mitglied des Gorsedd
- 1998: MBE für seine Verdienste um die britische Animationsindustrie[4]
- 1999: Oscarnominierung, Bester animierter Kurzfilm, für The Canterbury Tales
- 2003: BAFTA Special Award